# 2116 Mtskheta
2116 Mtskheta este un asteroid din centura principală, descoperit pe 24 octombrie 1976 de Richard West.